# Rubus creticus
Rubus creticus — вид квіткових рослин родини трояндових (Rosaceae).

## Поширення
Поширення: Албанія, Болгарія, Кіпр, Єгипет (у т. ч. Синай), Греція (у т. ч. Крит), Ірак, Ліван-Сирія, Лівія, Північний Кавказ, Пакистан, Палестина, Саудівська Аравія, Південний Кавказ, Туреччина (у т. ч. європейська), Туркменістан, Україна (у т. ч. Крим), Індія — Західні Гімалаї, колишня Югославія.
В Україні росте на відкритих кам'янистих схилах, берегах річок, узбіччя доріг, місцями утворює зарості — на ПБК (переважно між Нікітським ботанічним садом і Гурзуфом).

## Синоніми
- Rubus anatolicus (Focke) Hausskn.
- Rubus sanctus Schreb.
- Rubus sanguineus Friv.